# La Proie du collectionneur
La Proie du collectionneur (Perfect Prey) est un téléfilm américain diffusé en 1998 à la télévision.

## Synopsis
En 1998, au Texas, l'inspecteur Paul McLare de la Texas Ranger Division et l'inspecteur Jimmy Sarillo du Houston Police Department traquent un tueur en série qui a assassiné cinq femmes depuis 1996, grimées en poupées de porcelaine.

## Fiche technique
- Pays d'origine :  États-Unis
- Titre original : Perfect Prey
- Réalisation : Howard McCain
- Scénario : Robert McDonnell
- Musique : Ennio DiBerardo
- Son : Barry Keys
- Décors : Roger G. Fortune, Richard Haase, Robert L. Zilliox
- Costumes : Denise Wingate
- Casting : Ferne Cassel, Laura Schiff
- Effets spéciaux : Larry Fioritto
- Chef cascadeur : Christopher Doyle

## Distribution
- Kelly McGillis : Audrey Macleah
- Bruce Dern  : Capitaine Swaggart
- D.W. Moffett : Inspecteur Jimmy Cerullo
- David Keith : Dwayne Alan Clay
- Joely Fisher : Elizabeth Crane
- Richard Riehle : Inspecteur Bevlan
- Gregg Daniel : Inspecteur Footman
- Mike Kennedy : Capitaine Feagler
- Tichina Arnold : Susie
- Marklen Kennedy : Investigatrice Lyons
- C.C. Pulitzer : Janette Leary
- Nicole Forester : Patricia Atkins
- Judith Drake : Serveuse
- Maree Cheatham : Madame Leary
- Thomas Crawford : Adjoint #2
- Dan Desmond : Monsieur Leary
- Javier Grajeda : Adjoint #1
- Michael Dean Jacobs : Doug Purcell
- Steven Jang : Policier d'Houston
- Judy Kain : Marianne
- Shareen J. Mitchell : Femme #1
- Senta Moses : Femme #3
- Clayton Murray : Harlan Evans
- Miguel Nájera : Employé à la morgue
- Skip O'Brien : Garde
- Eric Poppick : Antiquaire
- Stacy Sullivan : Femme #2